# Garrison (Teksas)
Garrison – miasto w Stanach Zjednoczonych, w stanie Teksas, w hrabstwie Nacogdoches.